# Tryphon obtusator
Tryphon obtusator  (лат.) — вид наездников-ихневмонид из подсемейства Tryphoninae.

## Описание
Оса длиной от 6 до 12 мм, а длина переднего крыла 5,5—8 мм.

## Экология
Обитают эти осы возле опушек лесов. Личинки их паразиты личинок настоящих пилильщиков. Взрослые особи питаются нектаром цветков борщевика обыкновенного (Heracleum sphondylium).